# Frohsinns-Spenden
Frohsinns-Spenden (in italiano Regali di allegria), opus 73, è un valzer composto da Johann Strauss II.

## Storia
Con la morte di Johann Strauss I, il 25 settembre 1849, suo figlio maggiore, Johann Strauss II, fece subito un passo dall'anonimato alla ribalta della società musicale di Vienna.
Altrettanto rapidamente, i proprietari delle principali sale da ballo, un tempo ostili, di Vienna ora si sfidavano a firmare contratti con il giovane Johann.
La composizione è stata presentata per la prima volta nel gennaio 1850 nel Sofienbad-Saal, in un ballo di beneficenza, Un quarto del ricavato netto di questo evento doveva essere donato a un fondo organizzato dal giornale Weiner Zeitung per fornire legna da ardere per le famiglie bisognose di Vienna.
Il giovane compositore, portò allo Spherl un suo regalo, il valzer giustamente intitolato Frohsinns-Spenden.